# Neró (cognom)
Neró (en llatí Nero) va ser un cognomen que va portar la gens Clàudia. Suetoni i Aule Gel·li expliquen que en llengua sabina volia dir fortis ac strenuus (fort i coratjós).
Alguns personatges amb aquest cognomen van ser:
- Tiberi Claudi Neró, un dels quatre fills d'Appi Claudi Cec, censor l'any 312 aC.[2]
- Gai Claudi Neró, cònsol l'any 207 aC.
- Gai Claudi Neró, pretor l'any 181 aC.
- Appi Claudi Neró, propretor a la Hispània Ulterior el 197 aC.
- Neró Cèsar, fill gran de Germànic Cèsar
- Nero Claudius Drusus Germanicus, l'emperador Neró.